# Liverdun
Liverdun ist eine französische Gemeinde mit 5656 Einwohnern (Stand 1. Januar 2022) im Département Meurthe-et-Moselle in der Region Grand Est (bis 2015 Lothringen). Sie gehört zum Arrondissement Nancy (bis 2022: Arrondissement Toul) und ist Mitglied im Gemeindeverband Communauté de communes du Bassin de Pompey. Die Einwohner werden Liverdunois und Liverdunoises genannt.

## Geographie
Liverdun liegt auf einem Hügel in einer Schleife der seit 1999 kanalisierten Mosel, etwa 15 Kilometer nordöstlich von Toul und etwa 11 Kilometer nordwestlich von Nancy.
Umgeben wird Liverdun von den zehn Nachbargemeinden:
| Rosières-en-Haye     | Saizerais Marbache                          | Pompey         |
| Jaillon              | Kompassrose, die auf Nachbargemeinden zeigt | Frouard        |
| Villey-Saint-Étienne | Aingeray Bois-de-Haye                       | Champigneulles |

Fast zwei Drittel der Fläche der Gemeinde ist bewaldet. Gézoncourt liegt fernab von größeren Verkehrsachsen. Die Route départementale D 90 verbindet die Gemeinde mit den Nachbargemeinden Aingeray im Südwesten und Frouard im Osten, die Route départementale D 908 mit Saizerais im Norden. Liverdun liegt an der Bahnstrecke Paris–Strasbourg mit einem Haltepunkt der von vier Linien der TER Grand Est bedient wird.
Der Fernwanderweg GR 5 von Schengen (Luxemburg) nach Nizza durchquert das Gemeindegebiet.

## Geschichte
Liverdun ist zweifellos sehr alten Ursprungs. Die Lage seines leicht zu verteidigenden Standorts, die keltische Form seines Namens sowie die Entdeckung römischer Münzen und antiker Überreste auf seinem Boden stützen diese These. Der Ortsname leitet sich vermutlich vom Namen des römischen Gottes Liber und dem gallischen Wort dunum (Burg, Festung) ab.
Liverdun, dessen KalksteinFelssporn aus Kalkstein das Moseltal fast versperrt, wurde von prähistorischen und gallischen Völkern, den Leukern, und dann von den Römern in eine befestigte Siedlung umgewandelt. Bei archäologischen Ausgrabungen wurden Spuren aus der Bronzezeit (um 1000 v. Chr.), galloromanische Überreste, fränkische Bestattungen aus dem 7. und 8. Jahrhundert gefunden.
Der germanische Ansturm im Jahre 275, der von den vorherigen drei Jahrhunderten nichts mehr übrig lässt, verwüstet alle galloromanischen Siedlungen in der Region. Eine Urkunde aus dem Jahre 406 berichtet, dass die Vandalen Liverdun belagerten, es aber nicht erobern konnten. Ein gewisser Arnould, Offizier von Karl Martell, versuchte 730 erfolglos, in Liverdun einzudringen. Die Festung blieb in den Händen der Bischöfe von Toul.
1165 kam es zu einem Konflikt zwischen dem Bischof von Toul, Pierre de Brixey, dem Herzog von Lothringen und dem Bischof von Verdun. Um einem Handstreich vorzubeugen, verpflichtete sich Pierre de Brixey, die Zitadelle instand zu setzen und die Stadtmauern wieder aufzubauen. Die Instandsetzung der Burg wurde 1182 abgeschlossen. Im folgenden Jahr erteilte er seinen Untertanen das Stadtrecht, das ihnen das Recht auf Jagd und Fischfang einräumte. Pierre de Brixey hat von Kaiser Barbarossa die Genehmigung erhalten, in Liverdun Münzen zu prägen. Münzen aus dem Jahr 1191 tragen auf der Rückseite einen hellen Fisch (an einem Ende angespitzter Pfahl) und die Inschrift „Liverdun“ sowie auf der Rückseite eine befestigte Burg mit der Bezeichnung „Petrus“. Im Herzen der Zitadelle errichtete Pierre de Brixey 1184 die Stiftskirche Saint-Euchaire, in der er einen Propst, einen Dekan und vier Kanoniker unterbrachte und in der die Reliquien des heiligen Eucharius aufbewahrt werden. Damals gab es eine Brücke über die Mosel, deren uneingeschränkter Besitzer der Fürstbischof war. Es scheint, dass sie gleichzeitig mit der Burg wieder aufgebaut wurde.
Bischof Eudes de Sorcy errichtete 1224 einen Markt. Konrad Probus, Bischof von Toul wurde 1279 in seiner Burg angegriffen, konnte jedoch fliehen und flüchtete in seine Festung Liverdun. Bischof Thomas de Bourlémont überließ 1330 seine Festung per Geheimvertrag an Eduard I., Graf von Bar. Auf diese Weise entglitt Liverdun Lothringen. Unter dem Vorwand, die Festungen zu schützen, beschlagnahmten die Lothringer 1396 das Vermögen des Bistums. Herzog Karl II. nahm die Bewohner der Festung gegen eine Gebühr von 12 Sous unter seinen Schutz. Bischof Johann IV. von Neuenburg gelang es jedoch, die Räumung dieser Burg zu erreichen.
Nach und nach wurde die Zitadelle verstärkt und vergrößert, vor allem, als die sterblichen Überreste des Prälaten Henri de Ville dorthin gebracht wurden. Anton I. von Neuenburg, 1461 im Alter von 12 Jahren zum Bischof von Toul ernannt, stammte aus der burgundischen Partei. Sein Vater Theobald, der in Épinal eine Kränkung erlitten hatte, schwur Rache am Herzog von Lothringen. Er besetzte die Burgen seines Sohnes, darunter die von Liverdun, plünderte und brannte dann Dörfer in Lothringen nieder. Das belagerte Liverdun wurde am 16. September 1467 von Marschall de Fénétang eingenommen, der die Zerstörung seiner Burg und seiner Mauern anordnete. Die Stadtmauern wurden abgerissen, die lothringischen Soldaten plünderten und verwüsteten, und auf der Burg brach ein Feuer aus, das die meisten Archive der Stadt zerstörte. Es war ein irreparabler Verlust. Die Festung konnte fortan ihre frühere Macht nicht mehr zurückgewinnen. 1477 siegte der Herzog von Lothringen René II. über Karl den Kühnen von Burgund. Bei dieser Gelegenheit gewährte Herzog René II. der Stadt Liverdun großzügig seine Begnadigung. Trotz ihrer Schwächung war die Festung immer noch von Bedeutung in der lothringischen Politik.
Um die Ziele zu vereiteln, die der König von Frankreich auf die drei Bistümer hatte, besetzte Herzog Anton II. 1524 seine Festungen und erwirkte von Bischof Hector de Ailly-Rochefort die Besetzung von Liverdun. 1542 Nach einer Vereinbarung mit Franz I., dem Herzog von Lothringen, werden 1542 Milizen von Toul stationiert. Es geht darum, Liverdun zu schützen, denn nach einem Konflikt zwischen dem König von Frankreich Franz I. und dem Kaiser Karl V. plünderten und brannten die Söldner des Königs und des Kaisers das Land nieder. Toul stand praktisch unter französischer Aufsicht, der Bischof behielt aber seine Souveränität über Liverdun.
Im 17. Jahrhundert befahl der französische König Ludwig XIII. die Wiederherstellung der Befestigungsanlagen. Wie Lothringen erlebte Liverdun Ende des 15., im 16. und Anfang des 17. Jahrhunderts eine günstige Zeit. Dieser 150-jährige Wohlstand wurde 1587 durch den Durchzug einer Schar von Reitern aus der Kurpfalz unterbrochen. Der Schrein, der die Reliquien des heiligen Eucharius enthielt, wurde verbrannt. Im 17. Jahrhundert litt Liverdun unter dem Dreißigjährigen Krieg und der Besetzung Lothringens durch die Franzosen. Am 26. Juni 1632 reiste König Ludwig selbst nach Liverdun, um den Gesandten des Herzogs Karl IV. von Lothringen zu treffen und einen Vertrag zu unterzeichnen, der die Überlassung der Burgen an der Maas und im Clermontois an Frankreich vorsah. Diese erneute Kapitulation Lothringens öffnete der französischen Krone die Türen des Herzogtums.
Nach und nach erlebte die Stadt einen Niedergang. Die Bischöfe hörten auf, dort zu residieren. Das Kapitel wurde 1703 aufgelöst. Die Französische Revolution wiederum schaffte das bischöfliche Amt ab und ersetzte es sozusagen durch einen kantonalen Hauptort, der nach Domèvre-en-Haye gelegt wurde.
Der Bau des Marne-Rhein-Kanals (1838 bis 1842) und der Bau der Eisenbahnlinie (1852) führten Liverdun aus seiner Isolation. Der Bau von Ingenieurbauwerken (Tunnel, Brücken) führte zum Zuzug zahlreicher Arbeitskräfte (915 Einwohner im Jahr 1837, 2000 im Jahr 1851). Die Gründung der Eisenwerke im Jahr 1863 markierte den Beginn der Industrialisierung.

## Bevölkerungsentwicklung
| Jahr      | 1962 | 1968 | 1975 | 1982 | 1990 | 1999 | 2009 | 2019 |
| Einwohner | 3730 | 3876 | 5035 | 6110 | 6435 | 6390 | 5956 | 5863 |

## Sehenswürdigkeiten
- Überreste der Stadtmauer, darunter die Porte-Haute aus dem 16. Jahrhundert, der quadratische Turm und der runde Turm aus dem 15. Jahrhundert. Die Stadtmauer und die Burg wurden im 14. und 15. Jahrhundert abgerissen und im 17. Jahrhundert umgebaut. Das Stadttor und der es flankierende quadratische Turm wurden 1925 als Monument historique eingestuft; der das Stadttor östlich flankierende Rundturm ist 1928 unter Denkmalschutz gestellt.
- Fassaden von Arkadenhäusern in der Rue de l’Église und am Place de la Fontaine, die teilweise als Monument historique klassifiziert oder eingeschrieben sind
- Ehemalige Bischofsresidenz, heute Pfarrhaus, seit 1924 als Monument historique klassifiziert
- Haus des Gouverneurs aus dem 16. Jahrhundert, seit 1928 als Monument historique klassifiziert
- Domaine de la Garenne, schlossartiges Anwesen aus dem ausgehenden 19. Jahrhundert. 1994 und 1996 jeweils in Teilen als Monument historique eingeschrieben
- Schloss Corbin aus dem 19. Jahrhundert
- Schloss La Flye aus dem 20. Jahrhundert
- Kirche Saint-Pierre aus dem 12. Jahrhundert, seit 1924 als Monument historique klassifiziert

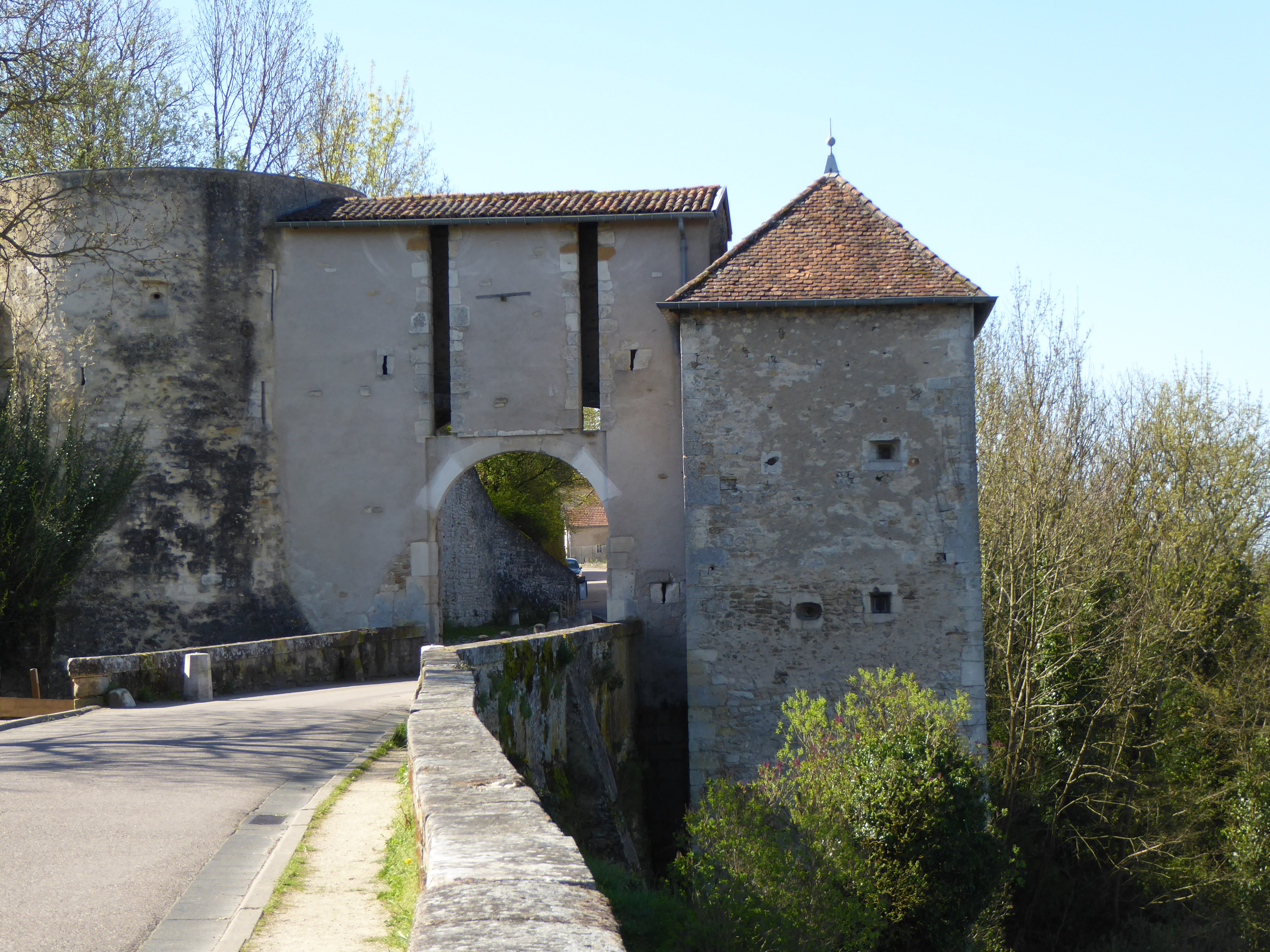
Porte-Haute
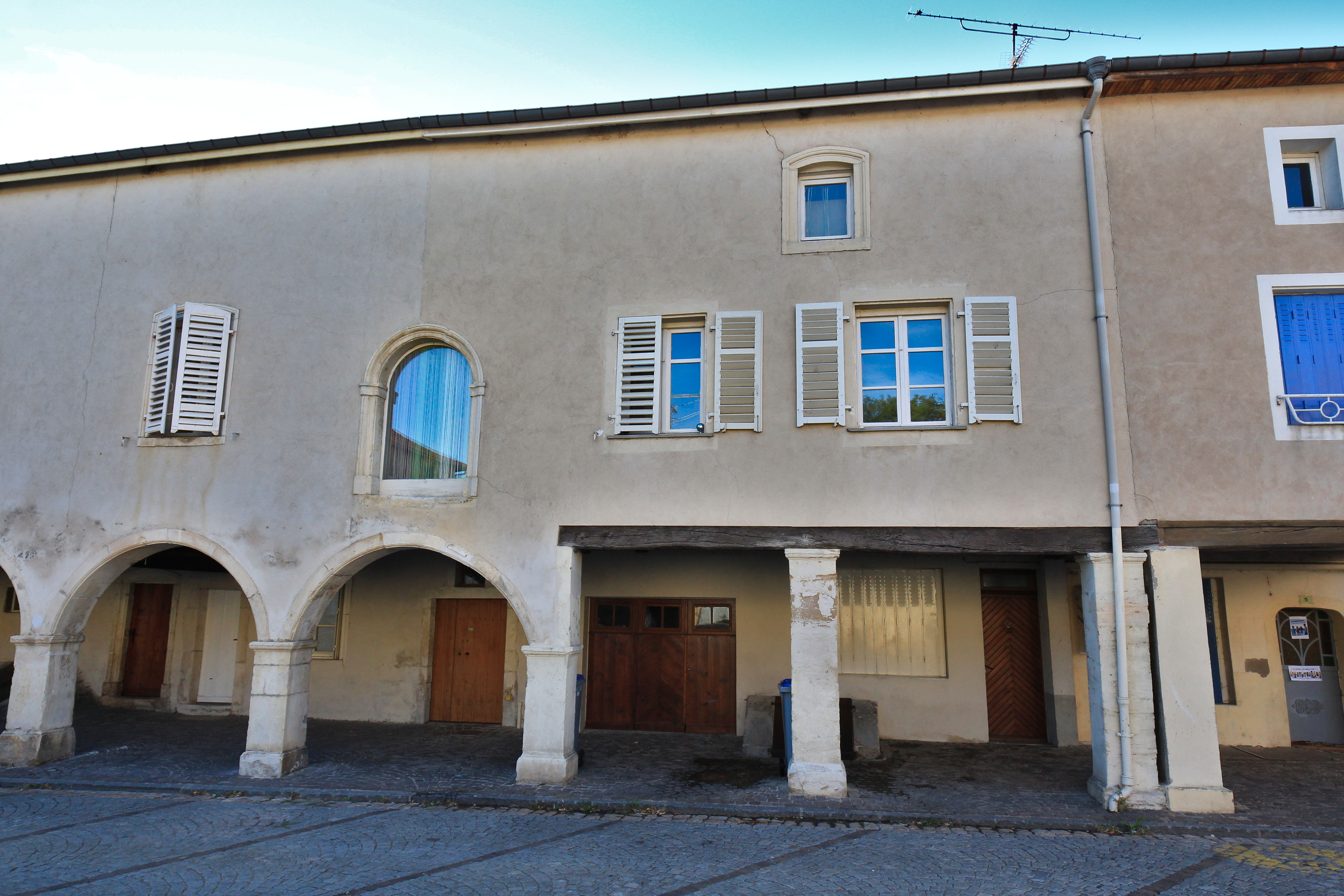
Maison Weisberger
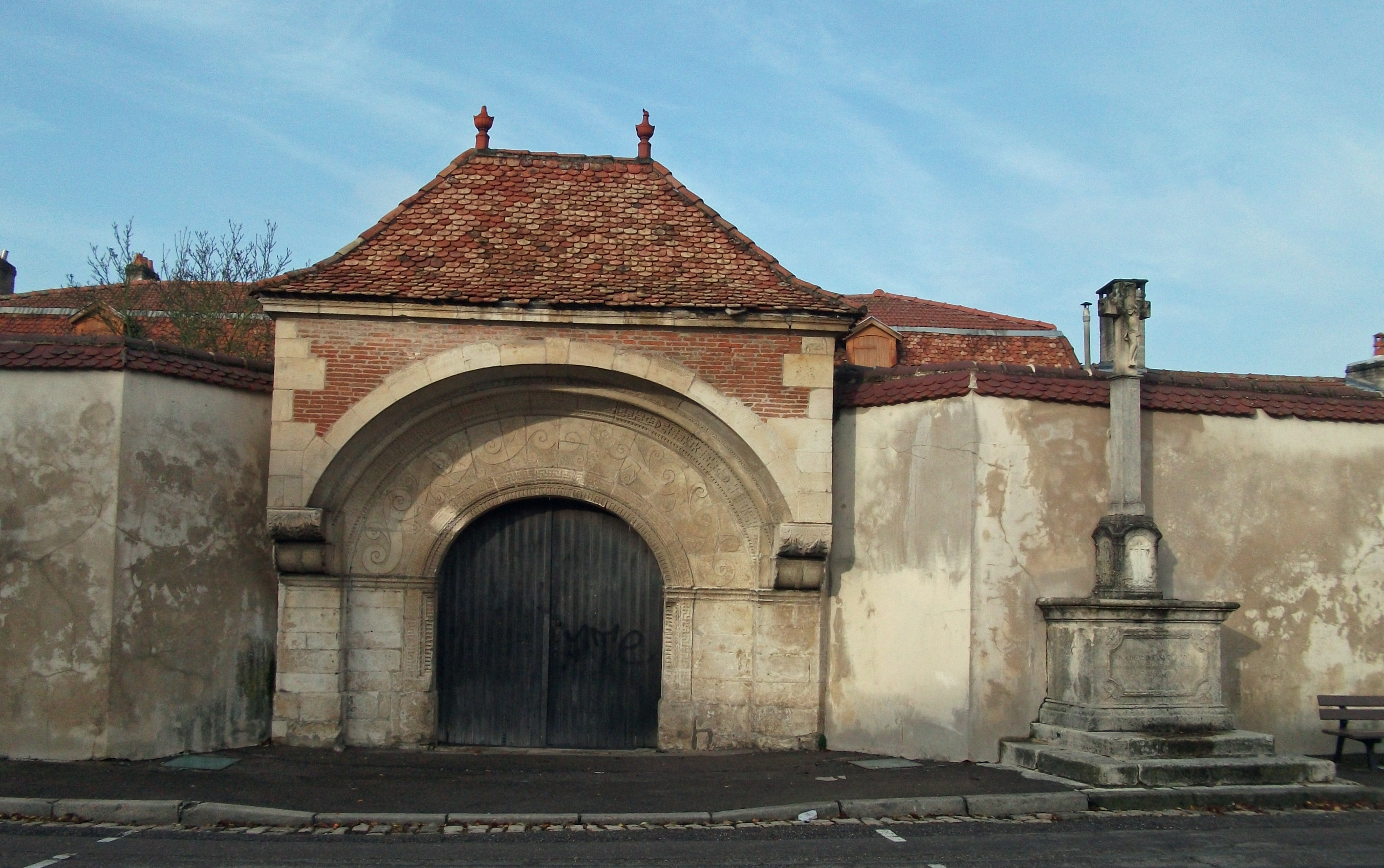
Hoftor der ehemaligen Bischofsresidenz
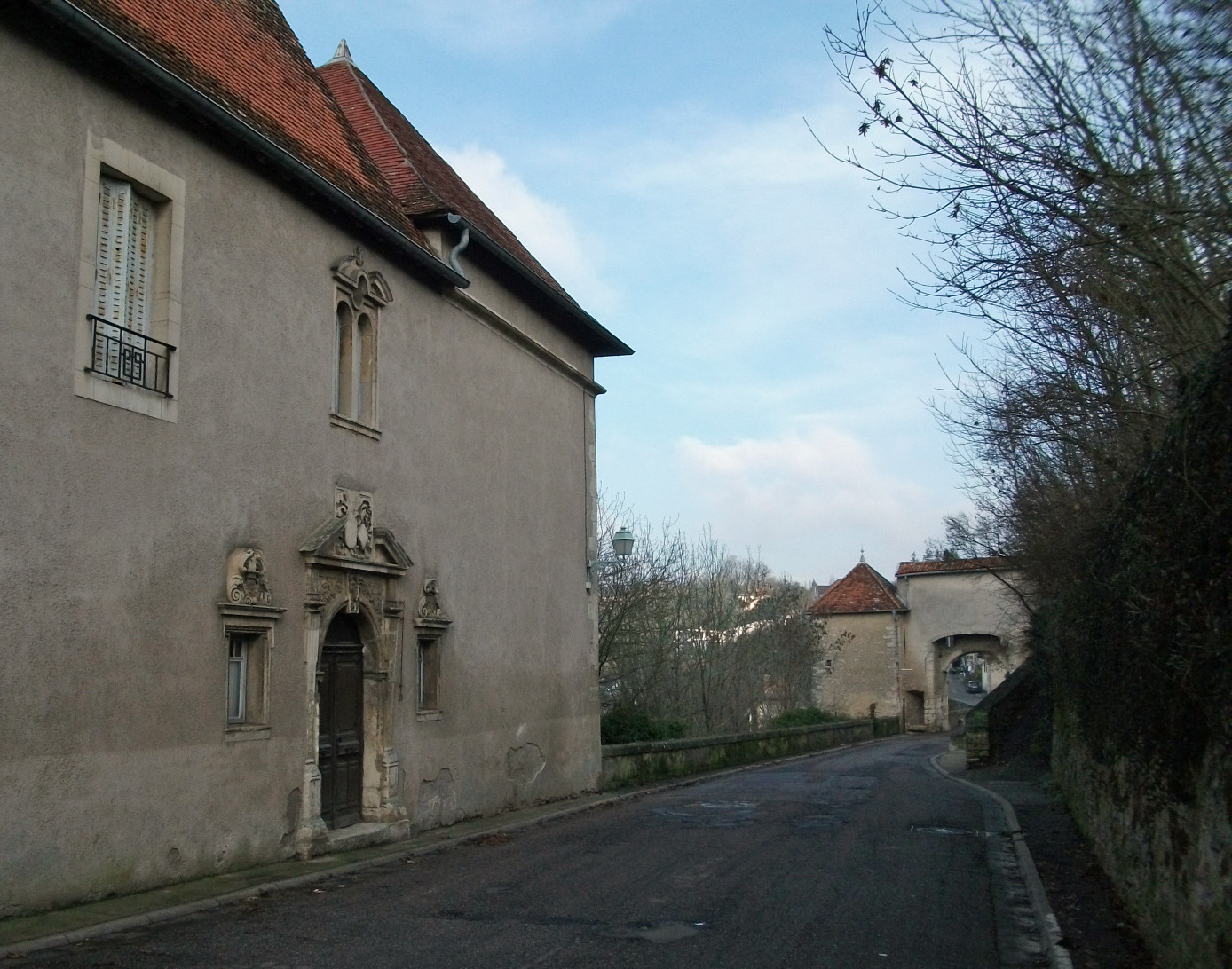
Haus des Gouverneurs
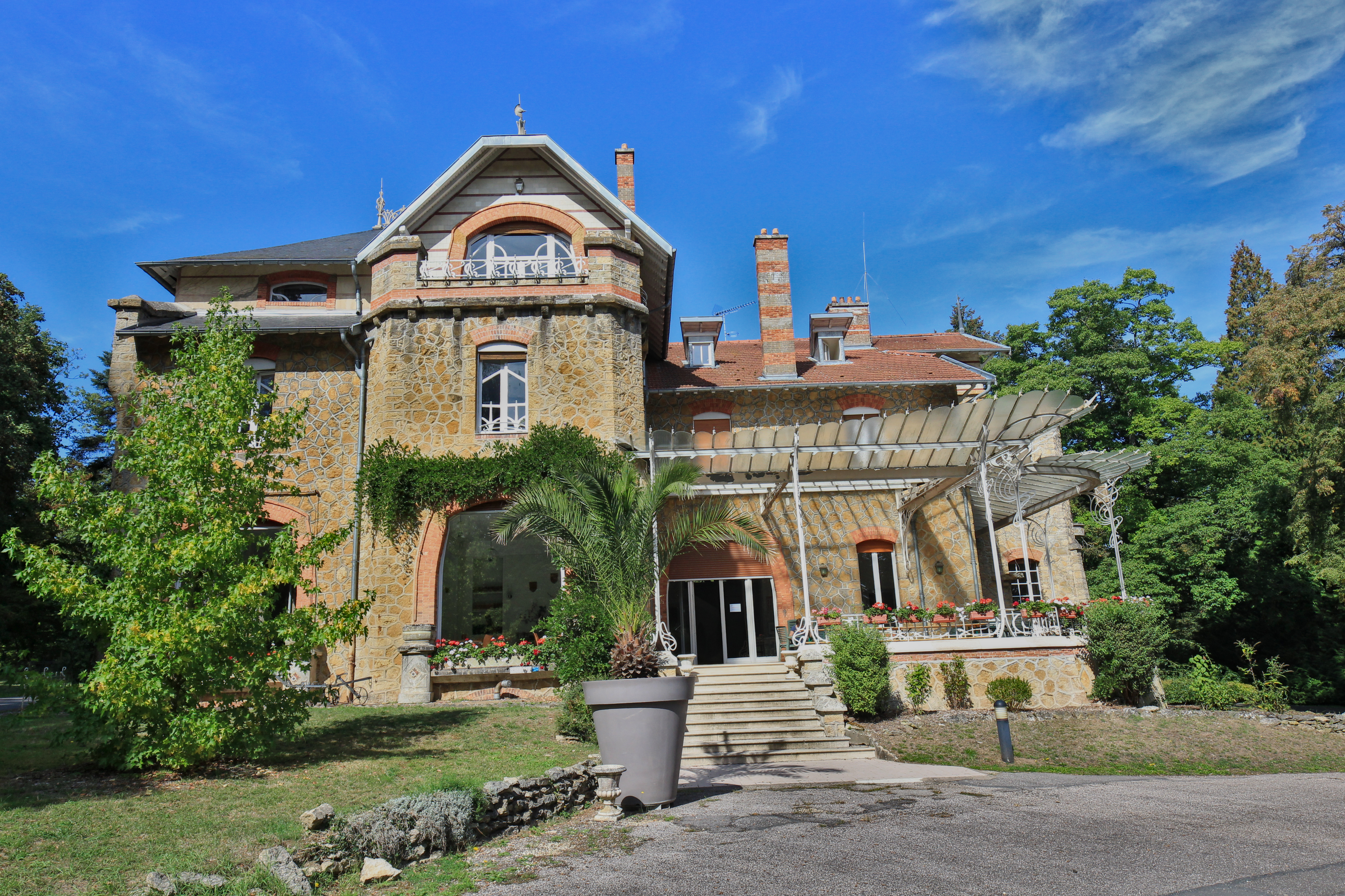
Domaine de la Garenne
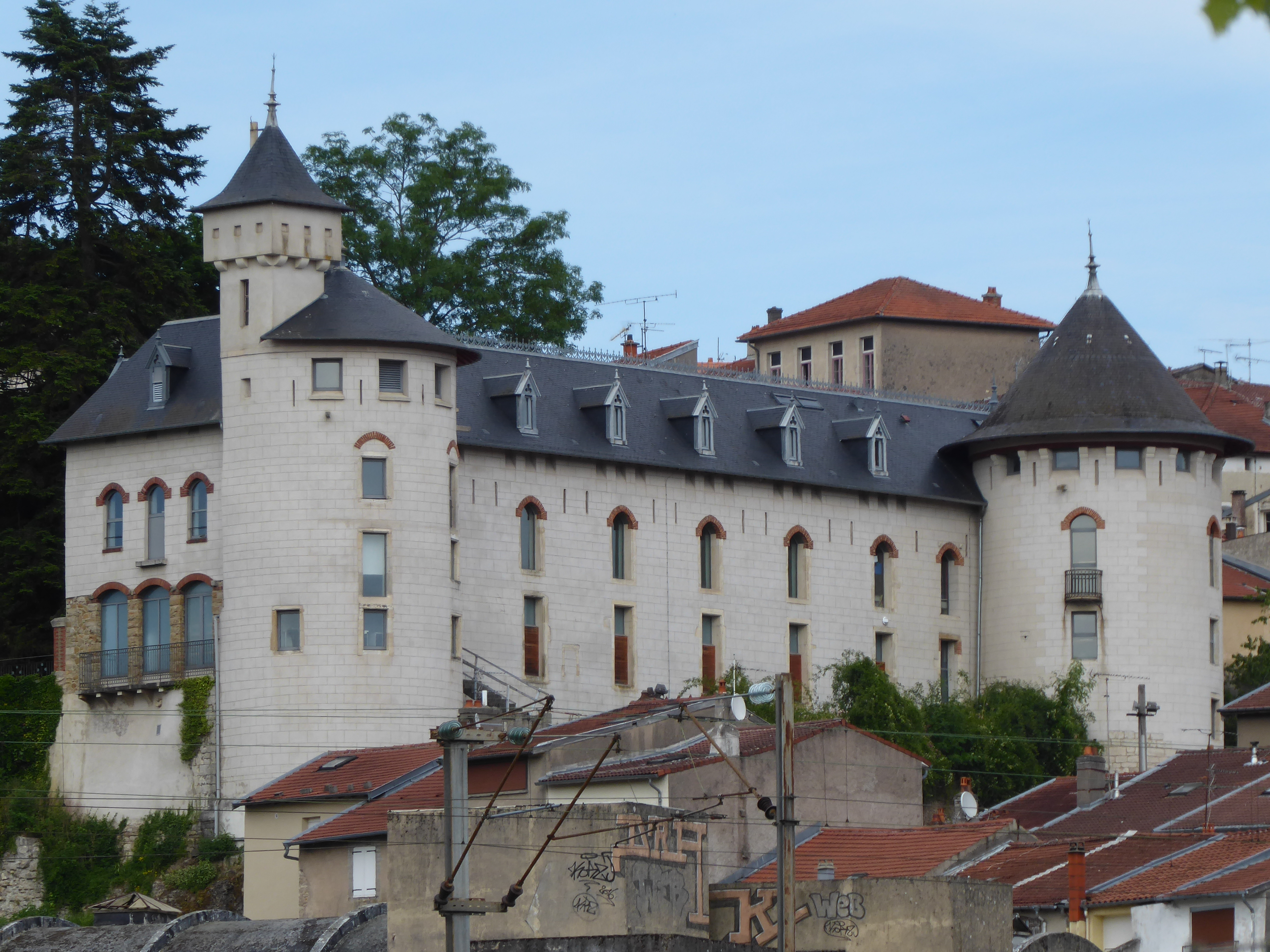
Schloss Corbin
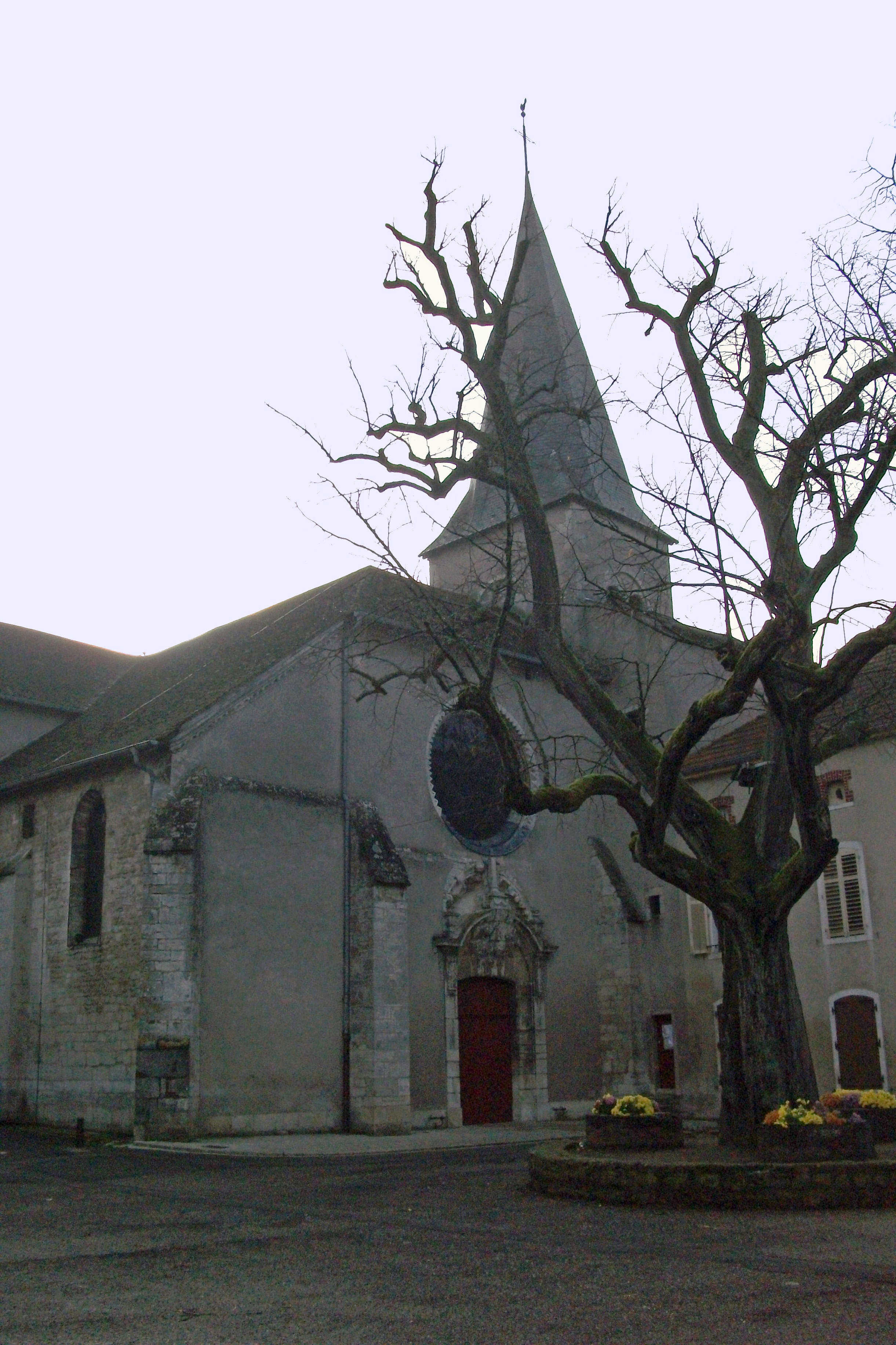
Kirche Saint-Pierre

## Lokale Produkte
In Liverdun wird das muschelförmige Gebäck Madeleines de Liverdun  hergestellt.

## Gemeindepartnerschaft
Seit dem 17. Juni 1979 besteht eine Gemeindepartnerschaft mit der deutschen Gemeinde Weingarten in Baden-Württemberg.

## Bildung
Die Gemeinde verfügt über
- zwei öffentliche Vorschulen,
- zwei öffentliche Vor- und Grundschulen (Écoles primaires),
- eine öffentliche Grundschule (École élémentaire) und
- ein öffentliches Collège „Grandville“.[3]